# Râul Valea Bisericii, Colceag
Râul Valea Bisericii este un curs de apă, afluent al râului Colceag.